# تربيع المربع

مسألة تربيع مربع.

يدعي المربع ذو طول الضلع المساوي لعدد صحيح، بالمربع الصحيح. مسألة تربيع مربع هي مسألة رصف مربع صحيح باستخدام مربعات صحيحة فقط.
إن مسألة تربيع مربع، هي مسألة بديهية مالم يضف أي شرط آخر على المسألة. من أشهر الشروط المضافة على المسألة هي تربيع المربع الأمثلي حيث يشترط في هذه المسألة أن تكون جميع المربعات المحتواة ذات قياس مختلف.